# 수준측량

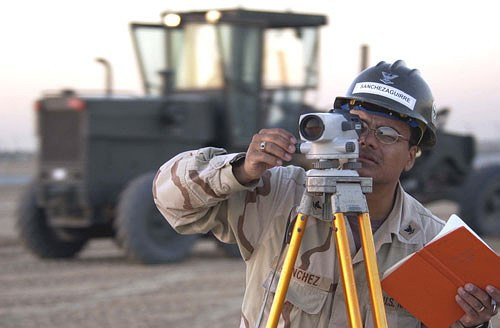
레벨

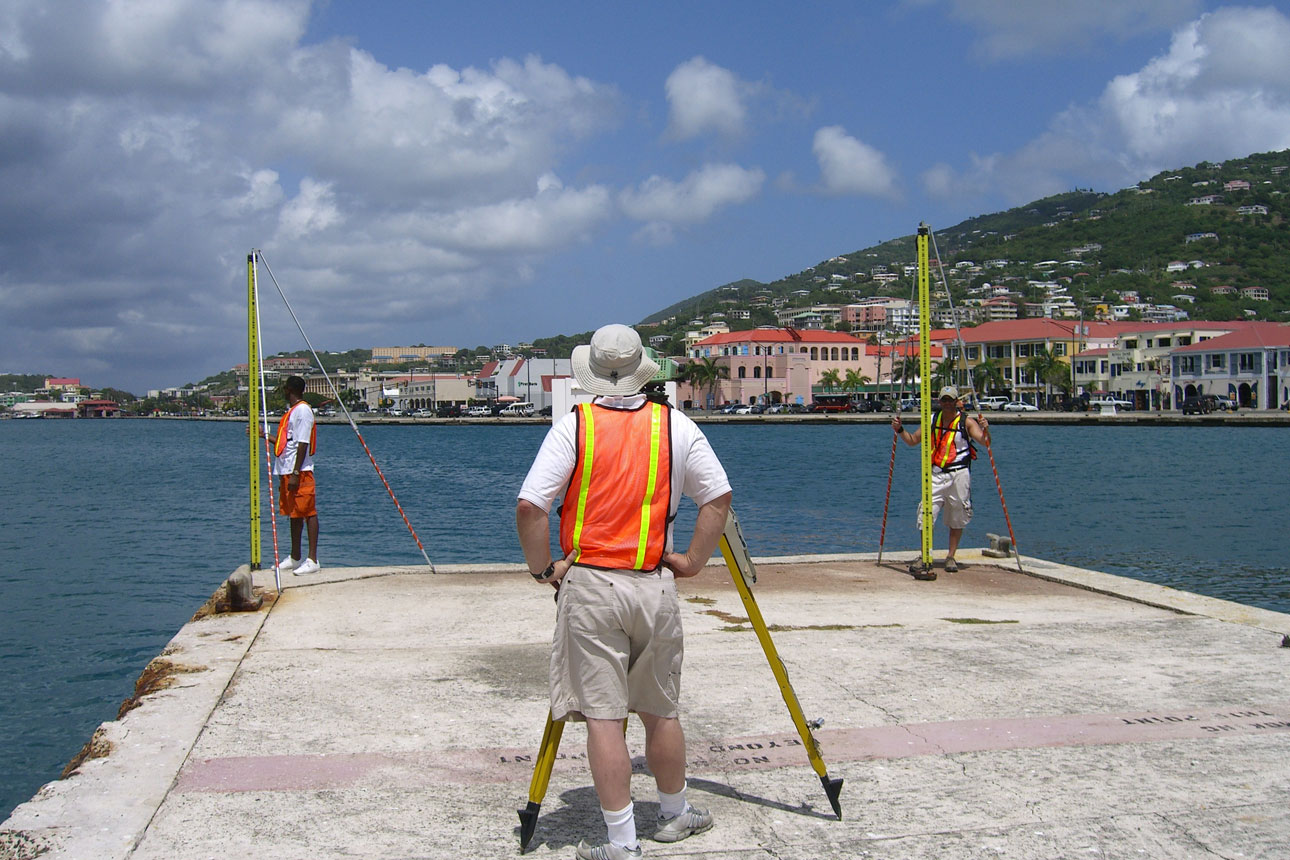
표척과 레벨

수준측량(leveling)이란 레벨과 표척(leveling rod or staff) 등을 이용해 어떤 지점의 높이를 결정하는 것을 말한다. 레벨측량, 고저측량이라고도 한다.

## 전시, 후시, 기본 원리

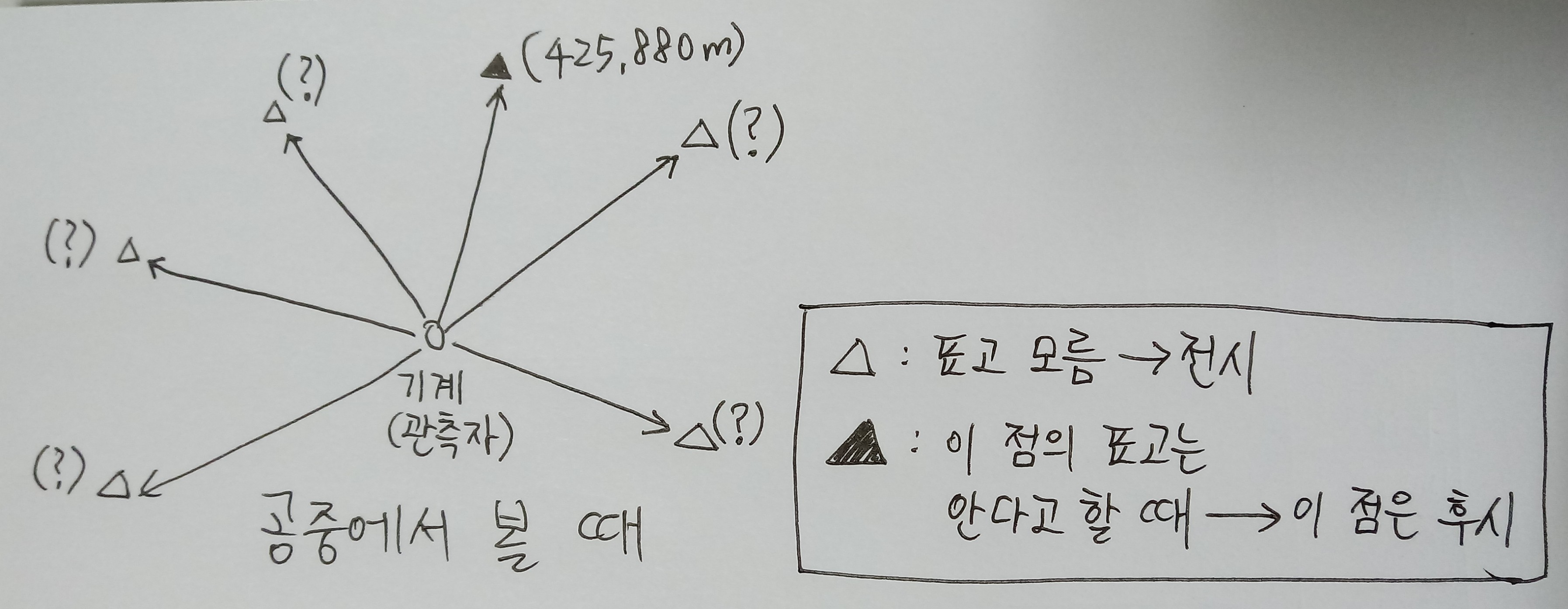
전시, 후시는 기계 앞에 관측점이 있는지, 뒤에 있는지와 관계없다.

지반고를 알고 있는 점을 후시라고 하며, 아직 지반고를 모르는 점을 전시라고 한다. 레벨의 앞에 표척이 있건, 뒤에 있건 상관 없다. 후시점에 먼저 표척을 세워 레벨로 눈금을 읽은 뒤, 레벨을 수평상태를 유지한채로 아직 지반고를 모르는 점에 표척을 세워 눈금을 읽는다. 후시점의 지반고에서 후시점의 눈금값만큼 올라간 높이가 기계가 수평으로 바라보고 있는 지점의 높이이다. 여기서 기계를 수평을 유지한채로 돌려서 다른 점에 세운 표척 눈금을 읽는다(전시). 후시를 관측했을 때의 높이값에서 전시점의 눈금값만큼 연직으로 내려가면 전시점과 표척이 닿는 땅의 표고를 알게 된다. 이것이 수준측량의 기본 원리이다.

## 동일 시준거리를 통한 오차 제거
만약 레벨이 수평을 이루지 못하고 α만큼 기울어져 있는 경우(불완전 정준), 전시와 후시의 시준거리를 같게 할 경우 오차를 없앨 수 있다. 발생되는 오차는 b1-b, c1-c이다. 이것을 각 α와 d1, d2로 나타내면
{\displaystyle d_{1}\tan \alpha =b_{1}-b,\quad d_{2}\tan \alpha =c_{1}-c}
여기서 d1=d2이면 b1-b=c1-c가 되어 불완전 정준에 의한 오차가 상쇄된다.
한편 시준 거리를 동일하게 함으로써 지구 곡률에 의한 오차(구차, 球差)와 대기 굴절에 의한 오차(기차, 氣差) 역시 제거할 수 있다. 두 지점 간 거리를 D(곡률을 고려한 거리이든 직선 거리이든 거의 같다), 지구 반지름을 R, 대기 중 굴절계수를 k라고 할 때, 구차 {\displaystyle \Delta C={\frac {D^{2}}{2R}}}이고 기차 {\displaystyle \Delta \gamma ={\frac {k}{2R}}D^{2}}이다. 구차와 기차는 동시에 발생하며 서로 반대방향으로 발생하는 오차이다. 구차와 기차를 통틀어 양차라고 하며, 다음 식으로 나타낸다.
{\displaystyle K={\frac {1-k}{2R}}D^{2}}

## 교호 수준측량
교호 수준측량(reciprocal leveling)은 수준측량해야할 두 지점 사이에 하천이나 협곡 등이 있어서 시준거리를 동일하게 하지 못하는 경우 오차를 상쇄시키기 위해서 실시하는 수준측량 방법을 말한다.

우선 한쪽에 기계를 세우고, 기계를 세운쪽에서 d만큼 떨어진 곳에 표척 한개, 기계를 아직 세우지 않은 쪽에 표척 한개를 세운 뒤, 두 표척의 눈금(a1, b1)을 읽는다. 그 다음 반대편으로 기계를 이동하여, 똑같은 방법으로 표척으로부터 d만큼 떨어진 곳에 기계를 세우고 두 표척의 눈금(a2, b2)을 읽는다. 이렇게 하면 레벨과 표척의 거리가 같아져서 수평이 안 맞아서 생기는 오차, 양차, 표척의 읽음값에 의해 발생하는 오차가 상쇄된다.
두 지점간의 고저차 {\displaystyle h=a_{1}-b_{1}=a_{2}-b_{2}}이고 두 값을 평균하면 {\displaystyle h={\frac {(a_{1}-b_{1})+(a_{2}-b_{2})}{2}}={\frac {(a_{1}+a_{2})-(b_{1}+b_{2})}{2}}}

## 야장 기입
수준측량의 결과를 현장에서 야장에 기입한다. 야장 기입의 방식에는 고차식, 기고식, 승강식이 있다.

### 고차식 야장
고차식 야장 기입법(differential or two-column system; 2란식)은 계산이 가장 간단하지만 점검이 어렵다는 단점과, 중간점을 기록할 수 없다는 단점이 있다. 야장 기입은 전, 후시(FS, BS)를 동시에 취하는 이기점(TP)만을 기록한다.
| St      | BS    | FS    | GH      |
| ------- | ----- | ----- | ------- |
| P1      | 1.357 |       | 512.731 |
| PP1     | 1.104 | 0.252 |         |
| PP1+0.7 |       |       |         |
| PP2     | 1.033 | 0.342 |         |
| P2      |       | 0.322 |         |

최종점의 지반고는 후시(BS)의 합에서 전시(FS)의 합을 뺀 값을 처음 지반고에 더하여 결정한다.{\displaystyle (GH_{last}=GH_{first}+\Sigma BS-\Sigma FS)} i번째 이기점의 지반고는 i-1번째 후시값에서 i번째 전시값을 뺀 것을 i-1번째 지반고에 더하여 구한다.{\displaystyle (GH_{i}=GH_{i-1}+BS_{i-1}-FS_{i})\quad (i=2,3,4,\cdots )}
| St      | BS    | FS    | GH      |
| ------- | ----- | ----- | ------- |
| P1      | 1.357 |       | 512.731 |
| PP1     | 1.104 | 0.252 | 513.836 |
| PP1+0.7 |       |       |         |
| PP2     | 1.033 | 0.342 | 514.598 |
| P2      |       | 0.322 | 515.309 |

검산은 후시의 합과 전시의 합의 차이값이 처음 점과 최종 점의 지반고 차이와 같으면 야장기입이나 계산상 오류가 없는 것으로 본다.{\displaystyle (\Sigma BS-\Sigma FS=GH_{last}-GH_{first})}
| St      | BS    | FS    | GH      |
| ------- | ----- | ----- | ------- |
| P1      | 1.357 |       | 512.731 |
| PP1     | 1.104 | 0.252 | 513.836 |
| PP1+0.7 |       |       |         |
| PP2     | 1.033 | 0.342 | 514.598 |
| P2      |       | 0.322 | 515.309 |
| 계      | 3.494 | 0.916 |         |

3.494 - 0.916 = 515.309 - 512.731 = 2.578 (두 값이 일치하므로 야장 기입이나 계산 상 오류가 없다.)

### 기고식 야장
기고식 야장 기입법(Instrumental height system)은 기계고(IH)를 구하여 여기서 전시값(FS)을 빼서 지반고(GH)를 구하는 방법이다. 고차식과 달리 중간점(IP)도 측정할 수 있는 장점이 있고, 중간점이 많은 경우에 유리하다. 가장 많이 사용하는 방법이지만 완전한 검산은 힘들다는 단점이 있다.
고차식과 마찬가지로 후시(BS)와 전시(FS)를 구분해서 표를 작성하되, 전시(FS)는 이기점(TP)와 중간점(IP)로 구분해서 적어야 한다. 작성 예는 다음과 같다. 마지막 측점은 이기점(TP)에 적는다.
| St      | BS    | IH | TP(FS) | IP(FS) | GH      |
| ------- | ----- | -- | ------ | ------ | ------- |
| P1      | 1.357 |    |        |        | 512.731 |
| PP1     | 1.104 |    | 0.252  |        |         |
| PP1+0.7 |       |    |        | 0.220  |         |
| PP2     | 1.033 |    | 0.342  |        |         |
| P2      |       |    | 0.322  |        |         |

다음으로 기계고(IH)와 지반고(GH)를 계산한다. 기계고는 해당 점의 지반고(GH)에 해당 점의 후시(BS)를 더한 값이다. 지반고(GH)는 이전 점의 기계고(IH)에 현재 점의 전시(FS)를 빼면 된다. 주의할 점은  중간점에서는 기계고를 구하지 않는다는 것이다. 이에 따라 표를 완성하면 다음과 같다.
| St      | BS    | IH      | TP(FS) | IP(FS) | GH      |
| ------- | ----- | ------- | ------ | ------ | ------- |
| P1      | 1.357 | 514.088 |        |        | 512.731 |
| PP1     | 1.104 | 514.940 | 0.252  |        | 513.836 |
| PP1+0.7 |       |         |        | 0.220  | 514.72  |
| PP2     | 1.033 | 515.631 | 0.342  |        | 514.598 |
| P2      |       |         | 0.322  |        | 515.309 |
| 계      | 3.494 |         | 0.916  |        |         |

검산은 후시의 합에서 이기점 전시의 합을 뺀 값이 처음과 마지막 지반고 차이와 같으면 야장 기입이나 계산 상 오류가 없는 것으로 한다. 이 예시에서는
{\displaystyle \Sigma BS-\Sigma FS_{TP}=3.494-0.916=2.578}
{\displaystyle GH_{last}-GH_{first}=515.309-512.731=2.578}
두 차이값이 일치하므로 야장 기입이나 계산 상 오류가 없다.

### 승강식 야장
승강식 야장 기입법(rise and fall system)은 계산 과정이 복잡하지만 완전한 검산을 할 수 있다는 장점이 있다.
위와 같은 그림을 통해 승강식 야장 작성의 예를 들어보면 다음과 같다. 승강식 야장에서 필요한 열은 측점(St), 후시(BS), 전시(FS) 중 이기점(TP)과 중간점(IP), 승(+), 강(-), 지반고(GH)이다. 그림에서 맨 왼쪽 측점 P1은 지반고(512.731)를 아는 점이므로, 후시점(BS)이다. 첫번째 기계를 세운 곳에서 PP1을 관측하는 것은 지반고를 아직 모르는 점(PP1)을 관측하는 것이므로 0.252는 전시(FS)이며, 두 번째 기계를 설치한 후 다시 PP1을 관측할 것이므로 PP1은 이기점(TP)이며, 이때의 1.104는 후시(BS)값이다.
PP1+0.7점은 전시(FS)만을 취하는 점이므로 중간점(IP)이다. 두 번째로 기계를 세운 지점에서 PP2를 관측하는 것은 PP1을 관측하는 것과 같이 전시(FS)를 취함과 동시에 세 번째 장소로 기계를 옮긴 다음 다시 PP2를 관측하므로 전, 후시 동시에 취하는 점인 이기점(TP)이다. P2는 전시만을 취하나, 수준측량에서 제일 마지막 측점은 이기점(TP)으로 하므로 TP란에 적는다. 이 과정을 표로 정리하면 다음과 같다.
| St      | BS    | TP(FS) | IP(FS) | 승(+) | 강(-) | GH      |
| ------- | ----- | ------ | ------ | ----- | ----- | ------- |
| P1      | 1.357 |        |        |       |       | 512.731 |
| PP1     | 1.104 | 0.252  |        |       |       |         |
| PP1+0.7 |       |        | 0.220  |       |       |         |
| PP2     | 1.033 | 0.342  |        |       |       |         |
| P2      |       | 0.322  |        |       |       |         |

승, 강을 계산하는 것은 이전 점의 후시(BS)에서 현재 점의 전시(FS)를 빼면 된다. 뺀 결과가 양이면 승에, 음이면 강에 적어준다. 뺀 결과가 음수이더라도 강에 양수로 적어준다.
| St      | BS    | TP(FS) | IP(FS) | 승(+) | 강(-) | GH      |
| ------- | ----- | ------ | ------ | ----- | ----- | ------- |
| P1      | 1.357 |        |        |       |       | 512.731 |
| PP1     | 1.104 | 0.252  |        | 1.105 |       |         |
| PP1+0.7 |       |        | 0.220  | 0.884 |       |         |
| PP2     | 1.033 | 0.342  |        | 0.762 |       |         |
| P2      |       | 0.322  |        | 0.711 |       |         |

다음으로 지반고(GH)를 계산한다. 이전 점의 지반고에 승은 더해주고, 강은 빼주어서 현재 점의 지반고를 구한다. 주의할 점은 중간점(IP)의 지반고는 다음점 계산 시 사용되지 않고, 그 전의 이기점(TP)의 지반고가 사용된다는 것이다. 즉 PP2의 지반고는 PP1+0.7의 지반고 514.720에 PP2의 승인 0.762를 더하는 것이 아니라, PP1의 지반고 513.836에 승인 0.762를 더해주어야 한다. 지반고까지 계산하면 검산을 진행하는데, 다음의 세 가지가 모두 같은 값이어야 야장 기입이나 계산 상 오류가 없는 것이다.
1. 후시(BS)의 총합 - 이기점(TP)의 전시 총합
2. 중간점을 제외한 승, 강의 총합(강은 음수로 더해준다)[13]
3. 마지막 점의 지반고 - 처음 점의 지반고

| St      | BS    | TP(FS) | IP(FS) | 승(+) | 강(-) | GH      |
| ------- | ----- | ------ | ------ | ----- | ----- | ------- |
| P1      | 1.357 |        |        |       |       | 512.731 |
| PP1     | 1.104 | 0.252  |        | 1.105 |       | 513.836 |
| PP1+0.7 |       |        | 0.220  | 0.884 |       | 514.720 |
| PP2     | 1.033 | 0.342  |        | 0.762 |       | 514.598 |
| P2      |       | 0.322  |        | 0.711 |       | 515.309 |
| 계      | 3.494 | 0.916  |        | 2.578 |       |         |

위 1, 2, 3에 대한 검산을 진행하면
1. 3.494 - 0.916 = 2.578
2. 2.578 - 0 = 2.578
3. 515.309 - 512.731 = 2.578

세 값이 모두 일치하므로 야장 기입이나 계산 상 오류가 없다.

## 오차
수준측량 오차는 기지점과의 폐합이나 왕복측량에 의해 점검한다. 직접 수준측량의 경우, 동일점에 대한 폐합오차 또는 표고 기지점에 대한 폐합오차는 해당점(기지점)의 원래 지반고에서 측정한 지반고를 빼서 구한다. 여기서 구한 폐합오차를 각각의 고저기준점에 거리에 따라 배분한다. 예를 들어 전 관측선의 길이를 L, Ec를 폐합오차, 출발점에서 수준점 A, B, …, Z에 이르는 거리를 a, b, …, z라 할 때 조정값들은 다음과 같다.
{\displaystyle C_{a}={\frac {a}{L}}E_{c},\quad C_{b}={\frac {b}{L}}E_{c},\quad \cdots \quad ,C_{z}={\frac {z}{L}}E_{c}}
동일점, 표고 기지점에 대한 폐합오차가 아닌, 2점간 왕복하는 직접 수준측량은 2개의 관측값을 산술평균한 값이 표고의 최확값이다. 만약 2점 사이를 2개 이상의 서로 다른 노선을 통해 관측한 경우는 경중률을 고려하여 조정한 값이 최확값이 된다.
정오차를 제거했음에도 남아있는 오차는 우연오차로 간주한다. 수준측량의 오차 E는 1회 관측 시 우연오차를 C, 관측횟수를 n이라고 할 때 다음과 같다.
{\displaystyle E=C{\sqrt {n}}}
전후시 시준거리 S를 동일하게 했다면 관측 횟수 n은 전체 노선 관측 거리 L을 왕복으로 측량한 전체 시준거리 2S로 나눈 것과 같다.
{\displaystyle n={\frac {L}{2S}}}
이것을 오차식에 대입하면 다음과 같이 정리할 수 있다.
{\displaystyle E=C{\sqrt {\frac {L}{2S}}}={\frac {C}{\sqrt {2S}}}{\sqrt {L}}}
이때 K는 관측거리 1km에 대한 우연오차라 정의한다. {\displaystyle \left(K={\frac {C}{\sqrt {2S}}}\right)}
{\displaystyle \therefore E=K{\sqrt {L}}}
| 구분   | 기본 수준측량                    | 기본 수준측량                    | 공공 수준측량                    | 공공 수준측량                  | 공공 수준측량                   | 공공 수준측량                   | 공공 수준측량                        |
| ------ | -------------------------------- | -------------------------------- | -------------------------------- | ------------------------------ | ------------------------------- | ------------------------------- | ------------------------------------ |
| 구분   | 1등                              | 2등                              | 1등                              | 2등                            | 3등                             | 4등                             | 간이                                 |
| 왕복차 | {\displaystyle 2.5mm{\sqrt {L}}} | {\displaystyle 5.0mm{\sqrt {L}}} | {\displaystyle 2.5mm{\sqrt {L}}} | {\displaystyle 5mm{\sqrt {L}}} | {\displaystyle 10mm{\sqrt {L}}} | {\displaystyle 20mm{\sqrt {L}}} | {\displaystyle 40mm{\sqrt {L}}}      |
| 폐합차 | {\displaystyle 2.0mm{\sqrt {L}}} | {\displaystyle 5.0mm{\sqrt {L}}} | {\displaystyle 2.5mm{\sqrt {L}}} | {\displaystyle 5mm{\sqrt {L}}} | {\displaystyle 10mm{\sqrt {L}}} | {\displaystyle 20mm{\sqrt {L}}} | {\displaystyle 50mm+40mm{\sqrt {L}}} |

L은 km단위이다.

## 참고 문헌
- 이재기; 최석근; 박경식; 정성혁 (2013). 《측량학1》 2판. 형설출판사. ISBN 978-89-472-7336-7.
- 최용기; 박기용 (2015). 《토목기사 과년도 시리즈 측량학》. 성안당. ISBN 978-89-315-6808-0.
- 유복모; 유연 (2013). 《측량학 개관》 2판. 박영사. ISBN 979-11-303-0028-3.